# Bessa palpalis
Bessa palpalis là một loài ruồi trong họ Tachinidae.